# Économie du Lesotho
Le Lesotho fait partie des pays les moins avancés (PMA). Son IDH a chuté ces dernières années et n’est plus que de 0,518 en 2018 contre 0,549 en 1995, ce qui en fait le 164e pays au classement du PNUD. Son PIB en 2005 ne dépasse pas les 1,7 milliard d’euros et ce malgré une constante augmentation ces dernières années. Son PIB en 2021dépassait les 2,4 milliards d'euros. La crise de 1998 n’a fait qu’aggraver les difficultés économiques du pays dont le taux de chômage atteint 24,6% de la population active. Le Lesotho a une dette extérieure de 1 139 millions d'euros mais n'entre pas dans les critères du G8 pour l’annulation des dettes.
Le Lesotho dépend presque entièrement de l´Afrique du Sud. En effet, 71,1% de ses importations et 33,4% de ses exportations concernent son unique voisin en 2020. De plus, une grande partie des revenus des familles proviennent de l’argent gagné par les enfants immigrés en Afrique du Sud. Néanmoins, le Highlands Water Project tend à rendre cette dépendance quelque peu plus réciproque car cet ambitieux projet devrait fournir de l’eau à toute l’Afrique du Sud et, dans le même temps, permettre au Lesotho de dégager d'importants revenus. 

## Activité industrielle
L'activité industrielle est très limitée et demeure majoritairement aux mains d'entrepreneurs étrangers, notamment sud-africains. Elle concerne essentiellement la valorisation des produits agricoles et d’élevage (laine, peaux, cuirs et produits alimentaires), débouchant notamment sur l'exportation de vêtements et de produits textiles.

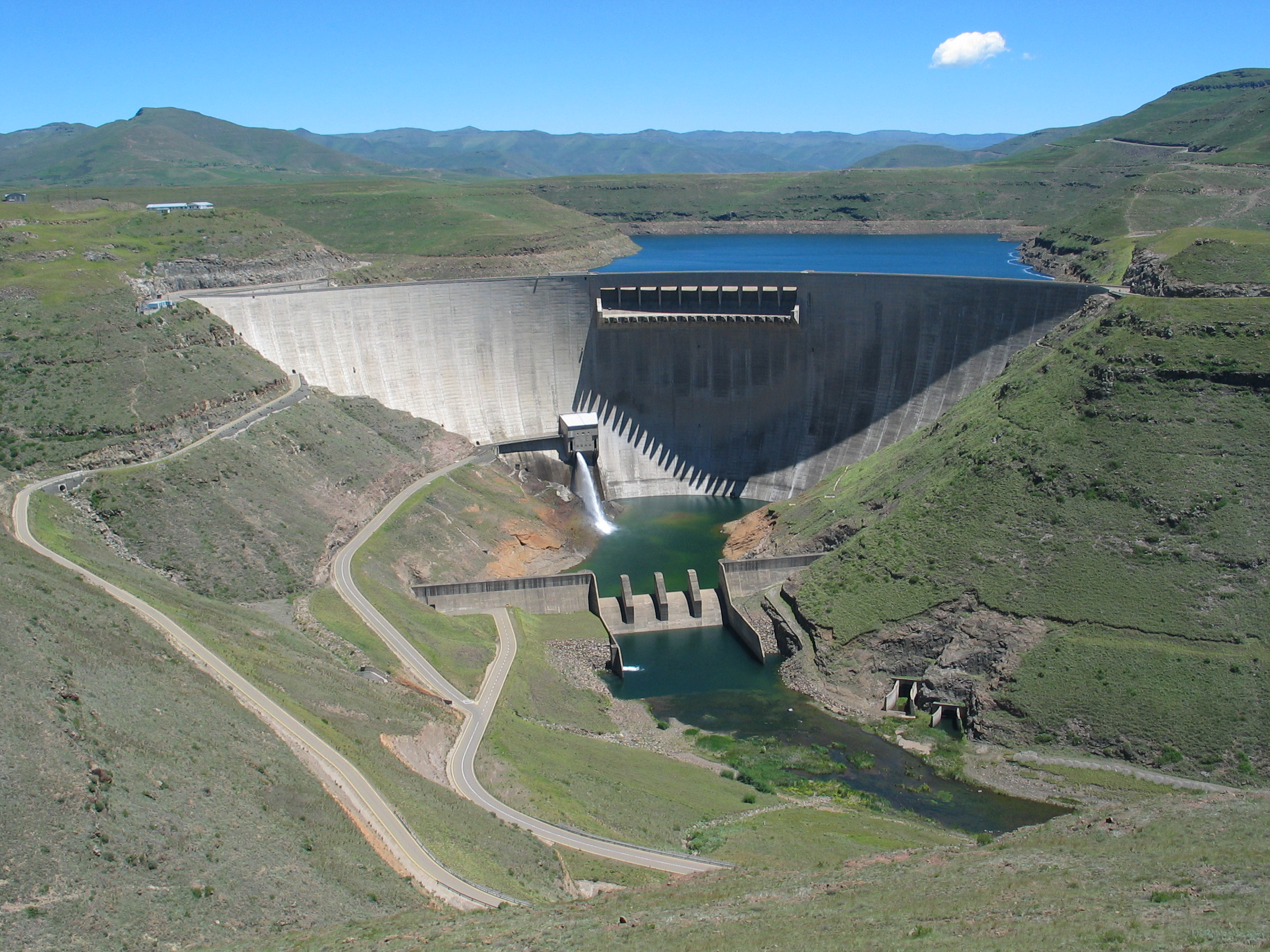
Barrage de Katse (2005)

L’industrie textile, qui avait connu une rapide croissance grâce à une absence de droits de douane vers les États-Unis, subit de plein fouet la fin du système international de quotas : depuis 2004 plus de quinze mille personnes travaillant dans ce secteur se sont retrouvées au chômage. Ce secteur reste très menacé mais représente 10% du PIB en moyenne.
L’agriculture, bien que diversifiée (maïs, moutons, ânes, chèvres et bovins), ne suffit pas à nourrir la population qui doit donc compter sur les aides extérieures. Cette activité représente 7% du PIB et 44% des emplois en 2021.

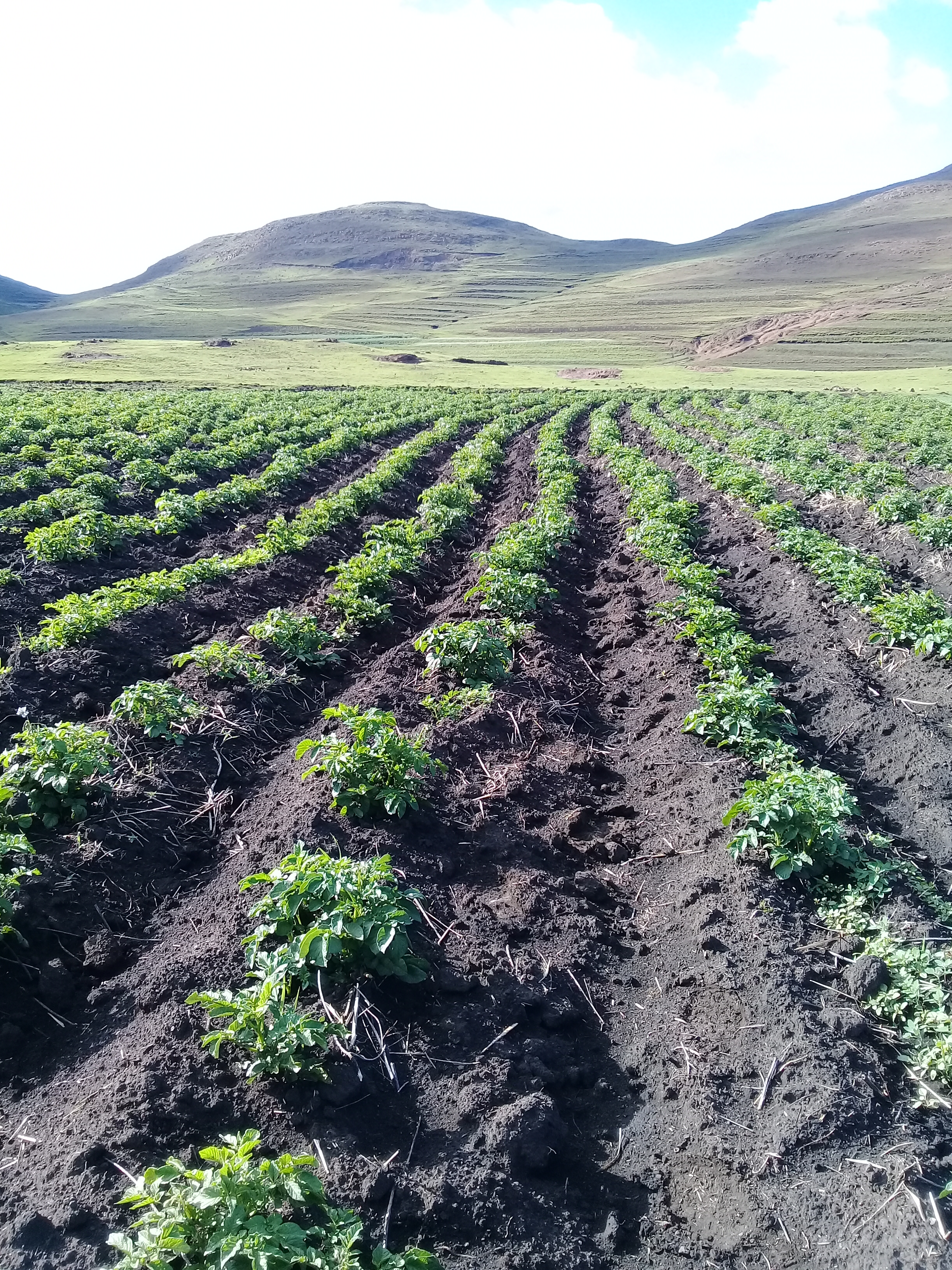
Champ de pommes de terre près de Semonkong (2019).

Le secteur minier est quant à lui en progrès avec deux mines utilisées. Le pays dispose de plusieurs mines de diamant, dont celle de Letseng qui fournit parmi les plus gros diamants du monde, et de dépôts d'uranium.
Malgré un manque d´infrastructures rendant impossible de diversifier ses activités, on remarque une bonne gestion de l’économie, ce qui n´est toutefois pas suffisant pour satisfaire les besoins de la population dont presque la moitié des effectifs (44 %) vit sous le seuil de pauvreté à la fin des années 2010. Le PIB par habitant s'élevait à 4 000 dollars en parité de pouvoir d'achat en 2018. La main-d'œuvre est peu qualifiée et il n'existe pas de réelle classe d'entrepreneurs.

## Activité agricole
L'agriculture (maïs, sorgho, fruits), exportatrice nette de céréales jusqu'après la première moitié du XXe siècle, et l’élevage sont devenus structurellement déficitaires. La faible proportion de terres arables (moins de 10 % des terres), la pression démographique, la très forte dégradation des sols due à l'activité humaine et à des formes de gestion traditionnelles (85 % des habitants travaillent la terre) en font un secteur en crise, représentant 7% du PIB en 2021.
Restent les revenus tirés de l'exploitation des ressources hydriques du pays (Lesotho Highland Water Project), permettant de vendre de l'eau à l'Afrique du Sud et d'exporter de l'énergie électrique depuis 1998.

## Point de vue international
Les remises des travailleurs migrants expatriés en Afrique du Sud (plus de 310 000 ressortissants du Lesotho vivent dans ce pays) qui, constituant 23,5 % du PIB en 2021, sont une ressource essentielle, et en augmentation (367 millions de dollars en 2017 et environ 570 millions en 2021). Enfin, le produit de la redistribution des recettes douanières et tarifaires faite de manière préférentielle au profit du Lesotho dans le cadre de la SACU (environ 60% du revenu national du pays) constitue une ressource importante pour le pays, bien qu’en baisse. Les droits de douane liés au fonctionnement de la SACU sont affectés par la réduction progressive des barrières douanières, dans le cadre de l'ouverture de l'économie sud-africaine. Frappé par le sida (une prévalence du VIH de 21,1 % pour les 15-49 ans en 2020), le Lesotho connaît un accroissement de la pauvreté, rendant l'aide internationale encore plus indispensable pour compléter ses besoins financiers. Le pays en devient ainsi toujours plus dépendant.
La France a accordé pour l’année 2007 au Lesotho 40 000 euros dans le cadre d’une « coopération linguistique, culturelle et éducative, à la lutte contre le SIDA ainsi qu’à celle contre la criminalité » . De plus, le financement français de près d´un quart du 9e Fonds européen pour le développement permet au Lesotho de toucher 4,5 millions d'euros par an de la France. Le 11e FED, pour la période allant de 2014 à 2020, a rapporté 124 millions d'euros au Lesotho.